# Bistum Masaka
Das Bistum Masaka (lat.: Dioecesis Masakaensis) ist eine römisch-katholische Diözese mit Sitz in Masaka in Uganda. Es ist eine Suffragandiözese des Erzbistums Kampala.

## Geschichte
Am 25. Mai 1939 wurde es aus Gebietsabtretungen des Apostolischen Vikariats Uganda als Apostolisches Vikariat Masaka errichtet. Am 25. März 1953 erfolgte die Erhebung zum Bistum, das dem Erzbistum Rubaga als Suffragandiözese unterstellt wurde. Erster Bischof wurde der bisherige Apostolische Vikar Joseph Kiwánuka.

## Statistik
Das Bistum umfasst ein Gebiet von 21.299 Quadratkilometern mit einer Bevölkerung von geschätzten 1.962.000 Einwohnern, wovon – ebenso geschätzt – 1.044.000 katholisch sind. Es ist eingeteilt in derzeit 52 Gemeinden.

## Bischöfe von Masaka
- Joseph Kiwánuka (1939–1960) (bis 1953 Apostolischer Vikar)
- Adrian Kivumbi Ddungu (1961–1998)
- John Baptist Kaggwa (1998–2019)
- Serverus Jjumba (seit 2019)